# Barry Levinson
Barry Levinson (sinh ngày 6 tháng 4 năm 1942) là nhà làm phim, biên kịch và diễn viên Mỹ. Các tác phẩm nổi tiếng nhất của Levinson là các hài kịch-chính kịch và phim truyền hình  
ngân sách trung bình như Diner (1982); The Natural (1984); Good Morning, Vietnam (1987); Bugsy (1991); và Wag the Dog (1997). Ông đã giành được giải Oscar cho đạo diễn xuất sắc nhất cho Rain Man (1988), mà cũng giành được giải Oscar cho phim hay nhất.